# Copolímero
Un copolímero es una macromolécula compuesta por dos o más monómeros o unidades repetitivas distintas, que se pueden unir de diferentes formas por medio de enlaces químicos.
Los monómeros pueden distribuirse de forma aleatoria o periódica. Si se alternan largas secuencias de uno y otro monómero, se denomina copolímero en bloque. Si el cambio de composición se produce en las ramificaciones, se trata de un copolímero ramificado.
La importancia de los copolímeros reside especialmente en la variedad de utilidades que el ser humano le puede dar a estos compuestos. Así, como en la industria de la óptica y contactología, además están presentes en muchos de los alimentos o materias primas que consumimos, pero también en los textiles (incluso pudiéndose convertir en polímeros sintéticos a partir de la transformación de otros), en la electricidad, en materiales utilizados para la construcción como el caucho, en el plástico y otros materiales cotidianos como el poliestireno, el polietileno, en productos químicos como el cloro, en la silicona, etc.
Los copolímeros industriales más conocidos son: el plástico acrilonitrilo-butadieno-estireno (ABS), el caucho estireno-butadieno (SBR), el caucho de nitrilo, estireno acrilonitrilo, estireno-isopreno-estireno (SIS) y etileno-acetato de vinilo (más conocido como goma Eva).
Los polipéptidos de las proteínas o de los ácidos nucleícos son los copolímeros aleatorios más comunes.
Un ejemplo de distribución periódica es el del peptidoglucano.

## Clasificación
| Diferentes copolímeros               |
| ------------------------------------ |
| copolímero aleatorio o "estadístico" |
| copolímero alternado                 |
| copolímero en bloque                 |
| copolímero ramificado                |

Los copolímeros se pueden dividir en cinco clases, como lo ilustra un copolímero binario compuesto por dos comonómeros diferentes A y B:
1. Copolímeros estadísticos, en los que la distribución de los dos monómeros en la cadena sigue una distribución estadística. Si la proporción de los monómeros en una sección corresponde a la proporción molar, se habla de una distribución aleatoria (copolímero aleatorio) (-AABABBBABAABBBABBABAB-).[3]
2. Copolímeros de gradiente, que son básicamente similares a los copolímeros estadísticos, pero en los que la proporción de un monómero aumenta en el curso de la cadena y el otro disminuye (-AAAAAABAABBAABABBBAABBBBBB-).[4]
3. Copolímeros alternados, en los que se alternan los dos monómeros (-ABABABABABABABABABAB-).[3]
4. Copolímeros en bloque o de segmento, que consisten en secuencias o bloques más largos de cada monómero (-AAAAAAAAABBBBBBBBBBBB-).[3] Dependiendo del número de bloques, también se habla de copolímero dibloque, copolímero tribloque, etc. El número de monómeros por bloque suele ser de en torno a un máximo de diez unidades.[5]
5. Copolímeros de injerto o ramificados, en los que se injertan bloques de un monómero en la columna vertebral de otro monómero.[5][3]

Los copolímeros que constan de tres monómeros diferentes se denominan terpolímeros (-ABCABCABCABCABCABC-). Este grupo de copolímeros también se puede dividir en las clases enumeradas anteriormente.